# Siris (Palästina)
Siris (arabisch سيريس, DMG Sīrīs) ist ein Dorf in den Palästinensischen Autonomiegebieten.
Es liegt 31 Kilometer südlich von Dschenin;  und mit Maithalun und Dschudaida unter dem Berg „Huraisch“ 400 Meter über Meeresspiegel. Siris hat ca. 3000 Einwohner, die überwiegend von Gelegenheitsarbeiten und dem Anbau von Getreide, Obst, Gemüse und Viehzucht leben. 
Zu Siris gehören ca. 12.600 Hektar Anbauland und eine Waldfläche von ca. 4.000 Hektar. Das agrarwirtschaftliche Dorf,  für seine Oliven- und Mandelhaine bekannt, hat die Hauptprodukte Olivenöl, Oliven, Trauben, Feigen und Aprikosen. Familien, die seit Jahrhunderten in Siris leben, sind unter anderem Mahmoud, Awad, Samara, Zaid und Qtait.
Siehe auch: Liste der Städte in den palästinensischen Autonomiegebieten